# XEDK-TDT
XEDK-TDT es una estación de televisión comercial sirviendo a la ciudad de Guadalajara, Jalisco y su Área Metropolitana. Fue el canal repetidor NU9VE para la Ciudad, pero desde los años 60 hasta 1997 era considerado como el canal de televisión más importante del Occidente de México.

## Historia
El canal empezó sus transmisiones el 22 de septiembre de 1960 en la Frecuencia 6, con las siglas XEHL-TV hasta 1980 cuando se cambiaron a las actuales siglas XEDK-TV.

### Como Canal 6
Corporación Tapatía de Televisión, era la original propietaria de Súper 6, un canal regional de variedades dedicado al público en general, donde se exhibían desde noticieros, películas, programas musicales, así como concursos y caricaturas.
Fue la primera televisora a nivel regional y la segunda en Iberoamérica en iniciar sus transmisiones en color en 1967. 
En 1980. Canal 6 se integra al Grupo DK y cambian las siglas de XEHL a XEDK.
De los programas más recordados de la señal se encuentra Sixto: una marioneta de color azul que animaba los programas infantiles; así como por el programa musical de las décadas de 1980 y 1990 llamado 87.8, que sirvió como plataforma de lanzamiento a la fama de algunos artistas locales.
Permaneció al aire durante 37 años hasta 1997, año en el que Corporación Tapatía de Televisión deja de existir por completo, por razones que hasta ahora no son del todo conocidas.
Sus estudios y oficinas estaban ubicados en la Av. Circunvalación Dr. Atl N° 265; Colonia Independencia, en el municipio de Guadalajara.
Actualmente, el predio donde estaban ubicados estos estudios es —desde 2003— un centro comercial.

### Afiliación a Televisa
Desde la desaparición de Canal 6 el 13 de octubre de 1997, Televisa se hizo cargo de la señal, e inmediatamente mudó la frecuencia del 6 al 5, convirtiéndose desde entonces como un segundo canal local que emitía programas y noticieros de contenido local como "Antena Cinco" y "Antena Cinco Deportes" más la programación de aquel entonces Central 4 de la Ciudad de México. Pasado un tiempo, la frecuencia se convirtió en la repetidora del Canal 9 de la Ciudad de México (hoy «NU9VE») desde que la programación de Canal 5 local se trasladó al Canal 21 para convertirse en Televisión Tapatía en 2002. Misma que fue movida nuevamente al Canal 2 local en 2007, la que desde el 2011 se le conoció como "Más Visión". Desde el 25 de octubre de 2016, su canal virtual se cambió a 9.1 debido a la reprogramación de la Televisión Digital Terrestre en México.

### Actualidad
En septiembre de 2020, se logra un acuerdo con Televisa para la terminación anticipada del contrato que se tenía para la retransmisión de Canal 9. El 1 de octubre de 2020 se deja de ser la repetidora de XEQ-TDT. Posteriormente, el 14 de octubre, el canal virtual cambia al 8.1.
El 29 de octubre, la estación comienza a retransmitir la señal de La Octava, convirtiéndose así en la segunda estación afiliada al proyecto de Grupo Radio Centro.
El 24 de marzo de 2021, el IFT autorizó a Corporación Tapatía de Televisión el acceso para la multiprogramación, siendo la empresa R.R. Televisión y Valores para la Innovación, S.A. de C.V. la que programa desde mediados de abril de 2021 a través del canal 8.2, la señal de Heraldo Televisión Jalisco, competidor directo de La Octava.
El 7 de marzo de 2022, La Octava dejaría de emitirse en el canal 8.1, siendo sustituida por la señal de Canal 13, quien ya había formado una cadena con cuatro estaciones en el sureste, junto a 12 estaciones ganadas en la licitación IFT-6.